# Heilig Hartbeeld (Veghel)
Het Heilig Hartbeeld is een standbeeld in de Nederlandse plaats Veghel, in de provincie Noord-Brabant.

## Achtergrond

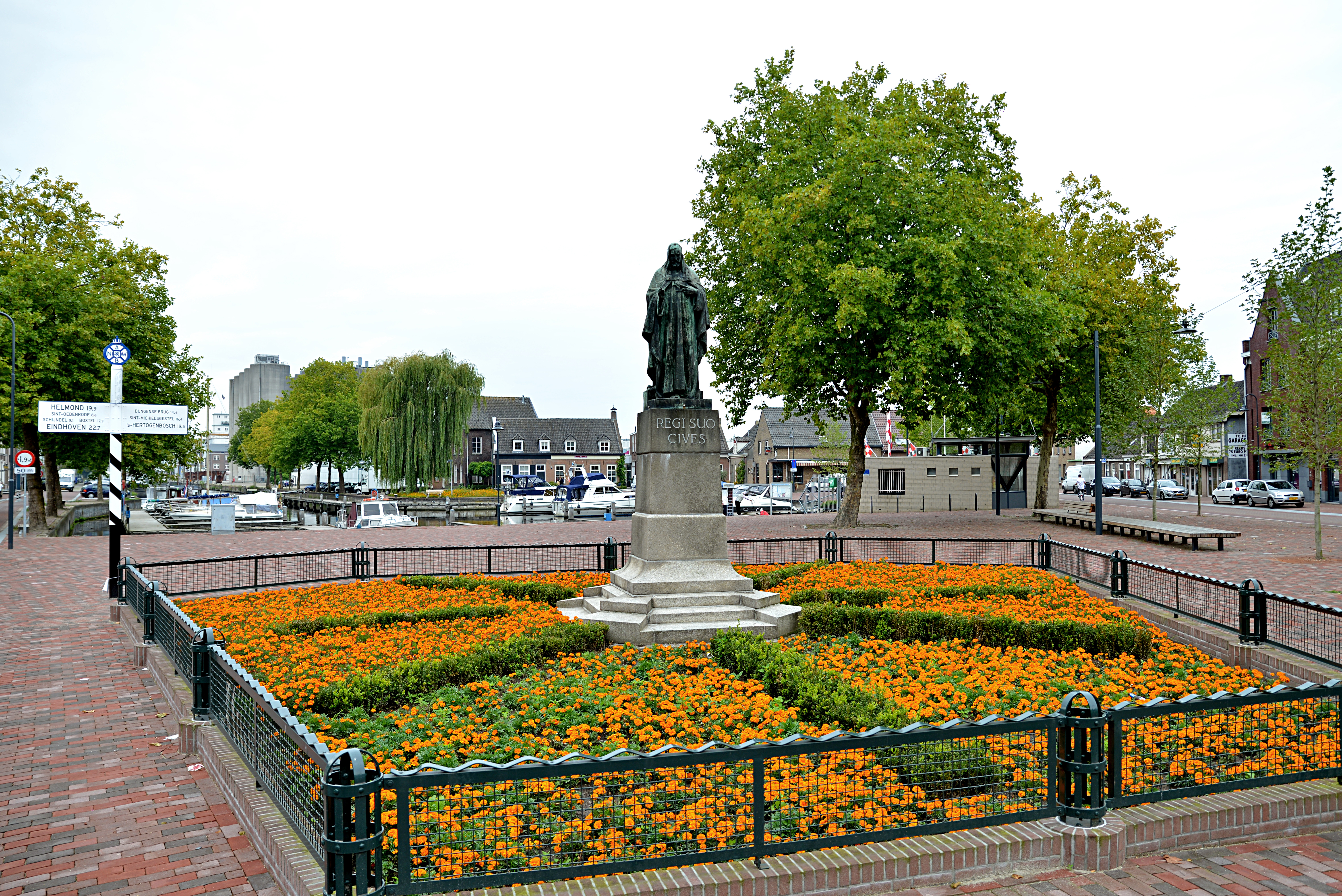
Heilig Hartplein in de binnenhaven van Veghel

Ter gelegenheid van het zilveren priesterfeest van pastoor Franssen werd het Heilig Hartbeeld van August Falise aangeboden door de parochianen. Op 24 mei 1924 werd het beeld aan het Havenplein (nu: Heilig Hartplein) door bisschop Arnold Diepen van het bisdom 's-Hertogenbosch ingezegend.
In 1955 verhuisde het beeld wegens de aanleg van een rotonde naar een plek dichter bij de zwaaikom van de haven. In 1983 werd het verplaatst naar het plein van de voormalige Heilig Hartkerk en in 2001 kwam het bij de parochie in de Vondelstraat terecht, waarbij de hoge sokkel werd verwijderd. Eind 2012 verhuisde het beeld terug naar het Heilig Hartplein en werd het in ere hersteld. De restauratie van het hekwerk en de herplaatsing werd uitgevoerd door vrijwilligers van het museum SIEMei.

## Beschrijving
De staande Christusfiguur, gekleed in koningsmantel, heft zegenend zijn rechterhand op, terwijl hij met zijn linkerhand naar het vlammend Heilig Hart op zijn borst wijst. Op de sokkel een inscriptie met de tekst Regi Suo Cives (de burgers aan hun koning).